# NGC 7511
NGC 7511 je spiralna galaktika u zviježđu Pegazu. 

## Vanjske poveznice
- (engl.) SEDS: NGC 7511
- (engl.) Hartmut Frommert: Revidirani Novi opći katalog
- (engl.) Izvangalaktička baza podataka NASA-e i IPAC-a
- (engl.) Astronomska baza podataka SIMBAD
- (engl.) VizieR
- DSS-ova slika NGC 7511  Arhivirana inačica izvorne stranice od 3. kolovoza 2016. (Wayback Machine)
- (engl.) Auke Slotegraaf: NGC 7511 Deep Sky Observer's Companion
- (engl.) NGC 7511  Arhivirana inačica izvorne stranice od 16. travnja 2015. (Wayback Machine) DSO-tražilica
- (engl.) Courtney Seligman: Objekti Novog općeg kataloga: NGC 7500 - 7549